# Sarah Nambawa
Sarah Nambawa (sinh ngày 23 tháng 9 năm 1985 tại Kampala) là một vận động viên người Uganda chuyên nhảy xa ba bước . Cô có hai lần là nhà vô địch châu Phi.
Thành tích cá nhân tốt nhất của cô trong nội dung là 14.06 m (46 ft 11⁄2 in) từ năm 2011.

## Giải đấu quốc tế
| Năm                 | Giải đấu              | Địa điểm            | Thứ hạng            | Nội dung            | Chú thích           |
| Representing Uganda | Representing Uganda   | Representing Uganda | Representing Uganda | Representing Uganda | Representing Uganda |
| ------------------- | --------------------- | ------------------- | ------------------- | ------------------- | ------------------- |
| 2009                | Universiade           | Beograd             | 11th                | Long jump           | 6.06 m              |
| 2009                | Universiade           | Beograd             | 6th                 | Triple jump         | 13.58 m             |
| 2010                | African Championships | Nairobi             | 1st                 | Triple jump         | 13.95 m             |
| 2011                | World Championships   | Daegu               | 33rd (q)            | Triple jump         | 13.22 m             |
| 2012                | African Championships | Porto-Novo          | 1st                 | Triple jump         | 13.90 m (w)         |
| 2013                | World Championships   | Moskva              | 20th (q)            | Triple jump         | 13.31 m             |